# India Open 1997
Die India Open 1997 im Badminton fanden vom 11. bis 16. Februar 1997 in Neu-Delhi statt. Das Preisgeld betrug 125.000 US-Dollar.

## Sieger und Platzierte
| Disziplin    | Gold                          | Silber                     | Bronze                      |
| ------------ | ----------------------------- | -------------------------- | --------------------------- |
| Herreneinzel | Heryanto Arbi                 | Pullela Gopichand          | Poul-Erik Høyer Larsen      |
| Herreneinzel | Heryanto Arbi                 | Pullela Gopichand          | Kim Hyung-joon              |
| Dameneinzel  | Cindana Hartono               | Lee Soon-deuk              | Choi Ma-ree                 |
| Dameneinzel  | Cindana Hartono               | Lee Soon-deuk              | Joanne Muggeridge           |
| Herrendoppel | Ade Sutrisna Ade Lukas        | Aras Razak Hadi Sugianto   | Tan Kim Her Lee Chee Leong  |
| Herrendoppel | Ade Sutrisna Ade Lukas        | Aras Razak Hadi Sugianto   | Yim Bang-eun Kim Yong-hyun  |
| Damendoppel  | Eti Tantra Cynthia Tuwankotta | Choi Ma-ree Lee Soon-deuk  | Lee So-young Park So-yun    |
| Damendoppel  | Eti Tantra Cynthia Tuwankotta | Choi Ma-ree Lee Soon-deuk  | Cha Yoon-sook Kim Mee-kyung |
| Mixed        | Imam Tohari Emma Ermawati     | Lee Chee Leong Lee Yin Yin | Tan Kim Her Chor Hooi Yee   |
| Mixed        | Imam Tohari Emma Ermawati     | Lee Chee Leong Lee Yin Yin | Vinod Kumar Madhumita Bisht |

## Finalergebnisse
| Disziplin    | Sieger                        | Finalist                   | Ergebnis          |
| ------------ | ----------------------------- | -------------------------- | ----------------- |
| Herreneinzel | Heryanto Arbi                 | Pullela Gopichand          | 15-4, 15-7        |
| Dameneinzel  | Cindana Hartono               | Lee Soon-deuk              | 11-6, 11-4        |
| Herrendoppel | Ade Sutrisna Ade Lukas        | Aras Razak Hadi Sugianto   | 15-5, 15-12       |
| Damendoppel  | Eti Tantra Cynthia Tuwankotta | Choi Ma-ree Lee Soon-deuk  | 15-8, 14-17, 15-5 |
| Mixed        | Imam Tohari Emma Ermawati     | Lee Chee Leong Lee Yin Yin | 15-3, 15-9        |

## Ergebnisse

### Herreneinzel
- Wong Choong Hann –  Dipankar Bhattacharjee: 18-16 / 17-18 / 15-11
- Tam Kai Chuen –  Abhinn Shyam Gupta: 8-15 / 15-8 / 15-11
- Vikrant Patwardhan –  Yap Yee Hup: 15-12 / 15-12
- Siddharth Jain –  Tam Lok Tin: 15-18 / 15-10 / 15-3
- Poul-Erik Høyer Larsen –  Ardy Wiranata: 8-15 / 15-10 / 15-5
- Wong Choong Hann –  Kim Yong-ho: 15-4 / 15-0
- Heryanto Arbi –  Rajeev Bagga: 15-3 / 15-4
- Tam Kai Chuen –  Roslin Hashim: 15-6 / 15-8
- Jang Chun-woong –  Vikrant Patwardhan: 17-14 / 15-6
- Pullela Gopichand –  Dwi Aryanto: 10-15 / 15-13 / 15-7
- Kim Hyung-joon –  Siddharth Jain: 18-14 / 15-3
- Jason Wong –  Hendrawan: 15-11 / 18-15
- Poul-Erik Høyer Larsen –  Wong Choong Hann: 15-9 / 15-3
- Heryanto Arbi –  Tam Kai Chuen: 15-3 / 15-6
- Pullela Gopichand –  Jang Chun-woong: 8-15 / 15-3 / 15-4
- Kim Hyung-joon –  Jason Wong: 18-17 / 15-10
- Heryanto Arbi –  Poul-Erik Høyer Larsen: 15-4 / 12-15 / 15-2
- Pullela Gopichand –  Kim Hyung-joon: 15-8 / 15-9
- Heryanto Arbi –  Pullela Gopichand: 15-4 / 15-7

### Dameneinzel
- Aparna Popat –  Park So-yun: 11-6 / 11-6
- Choi Ma-ree –  Felicity Gallup: 4-11 / 11-4 / 11-4
- Olivia –  P. V. V. Lakshmi: 11-1 / 7-11 / 11-8
- Lee Deuk-soon –  Lee Yin Yin: 11-1 / 11-2
- Neelima Chowdary –  Ng Ching: 11-9 / 11-2
- Cindana Hartono –  Aparna Popat: 11-3 / 11-7
- Choi Ma-ree –  Manjusha Kanwar: 11-6 / 11-4
- Lee Deuk-soon –  Olivia: 11-12 / 11-6 / 11-6
- Joanne Muggeridge –  Neelima Chowdary: 11-7 / 11-4
- Cindana Hartono –  Choi Ma-ree: 11-6 / 11-4
- Lee Deuk-soon –  Joanne Muggeridge: 11-3 / 11-8
- Cindana Hartono –  Lee Deuk-soon: 11-6 / 11-4

### Herrendoppel
- Boo Hock Khoo /  Pang Cheh Chang –  Jaseel P. Ismail /  Vijaydeep Singh: 17-14 / 15-9
- Bae Gi-Dae /  Kim Hyung-joon –  Chow Kin Man /  Ma Che Kong: 15-12 / 15-6
- Kim Yong-hyun /  Yim Bang-eun –  Wong Choong Hann /  Jason Wong: 15-6 / 15-8
- Ade Lukas /  Ade Sutrisna –  Jang Chun-woong /  Kim Yong-ho: 15-4 / 15-11
- Aras Razak /  Hadi Sugianto –  Boo Hock Khoo /  Pang Cheh Chang: 15-7 / 15-3
- Lee Chee Leong /  Tan Kim Her –  Bae Gi-Dae /  Kim Hyung-joon: 15-10 / 15-13
- Kim Yong-hyun /  Yim Bang-eun –  Bhushan Akut /  Vinod Kumar: 17-14 / 17-16
- Ade Lukas /  Ade Sutrisna –  Yap Yee Guan /  Yap Yee Hup: 15-9 / 15-4
- Aras Razak /  Hadi Sugianto –  Lee Chee Leong /  Tan Kim Her: 15-6 / 15-5
- Ade Lukas /  Ade Sutrisna –  Kim Yong-hyun /  Yim Bang-eun: 15-12 / 15-4
- Ade Lukas /  Ade Sutrisna –  Aras Razak /  Hadi Sugianto: 15-5 / 15-12

### Damendoppel
- Choi Ma-ree /  Lee Deuk-soon –  Winnie Lee /  Lee Yin Yin: 15-5 / 15-7
- P. V. V. Lakshmi /  G. Sharada Reddy –  Chor Hooi Yee /  Lim Pek Siah: 15-11 / 17-14
- Lee So-young /  Park So-yun –  Ng Ching /  Tung Chau Man: 15-4 / 15-7
- Choi Ma-ree /  Lee Deuk-soon –  Neelima Chowdary /  Manjusha Kanwar: 18-14 / 17-16
- Cha Yoon-sook /  Kim Mee-kyung –  P. V. V. Lakshmi /  G. Sharada Reddy: 15-1 / 15-4
- Eti Tantra /  Cynthia Tuwankotta –  Felicity Gallup /  Joanne Muggeridge: 15-6 / 15-7
- Choi Ma-ree /  Lee Deuk-soon –  Lee So-young /  Park So-yun: 15-9 / 15-6
- Eti Tantra /  Cynthia Tuwankotta –  Cha Yoon-sook /  Kim Mee-kyung: 5-15 / 17-16 / 15-5
- Eti Tantra /  Cynthia Tuwankotta –  Choi Ma-ree /  Lee Deuk-soon: 15-8 / 14-17 / 15-5

### Mixed
- Tan Kim Her /  Chor Hooi Yee –  Bae Gi-Dae /  Cha Yoon-sook: 18-13 / 6-15 / 15-10
- Pang Cheh Chang /  Lim Pek Siah –  Yim Bang-eun /  Lee So-young: 15-11 / 15-12
- Imam Tohari /  Emma Ermawati –  Boo Hock Khoo /  Winnie Lee: 15-4 / 15-1
- Tan Kim Her /  Chor Hooi Yee –  Kim Yong-hyun /  Kim Mee-kyung: 15-7 / 15-10
- Vinod Kumar /  Madhumita Bisht –  Pang Cheh Chang /  Lim Pek Siah: 15-12 / 15-7
- Lee Chee Leong /  Lee Yin Yin –  Ma Che Kong /  Tung Chau Man: 4-15 / 15-12 / 15-12
- Imam Tohari /  Emma Ermawati –  Tan Kim Her /  Chor Hooi Yee: 15-5 / 15-3
- Lee Chee Leong /  Lee Yin Yin –  Vinod Kumar /  Madhumita Bisht: 15-9 / 15-8
- Imam Tohari /  Emma Ermawati –  Lee Chee Leong /  Lee Yin Yin: 15-3 / 15-9